# Ángelo Preciado
Ángelo Smit Preciado Quiñónez, mais conhecido como Ángelo Preciado ou apenas Preciado (Shushufindi, 18 de fevereiro de 1998) é um futebolista equatoriano que atua como lateral-direito. Atualmente, defende o Sparta Praga.

## Carreira

### Independiente del Valle
Nascido na cidade Shushufindi, na província de Sucumbíos, Preciado entrou na base do Independiente del Valle em 2015, vindo do América de Quito. Em fevereiro de 2018, durante as semifinais da Copa Libertadores Sub-20 de 2018, ficou marcado ao usar uma bandeira de escanteio para se defender da briga com os jogadores do River Plate Montevideo.
Ao ser promovido ao time principal após um breve período no time B, Preciado fez sua estreia pelo Del Valle em 9 de julho de 2018, sendo a derrota por 3–1 para o Aucas. Rapidamente se tornou titular, fazendo seu 1° gol na carreira em 25 de agosto de 2018, na vitória por 4 a 2 sobre o El Nacional.
Se sagrou campeão da Copa Sul-Americana de 2019 com o Independiente ao bater o Colón na final por 3 a 1.

### Genk
Em 28 de dezembro de 2020, foi anunciado a sua transferência para Genk, assinando contrato até 2023 com opção de extensão por mais 2 anos. Foi apresentado oficialmente no dia 14 de janeiro de 2021.
Estreou pelo Genk no dia 16 de janeiro de 2021, na derrota por 2 a 0 para o Royal Excelsior Mouscron na 21a rodada da Jupiler League. Contribuiu com uma passe para Bastien Toma fazer o 1° gol do Genk na vitória de 2 a 1 sobre o Brugge, válido pela 6a rodada dos Playoffs da Juliper League.

## Seleção Equatoriana

### Sub-20
Em 4 de maio 2017, Preciado foi um dos convocados para representar o Equador Sub-20 na Copa do Mundo Sub-20 de 2017.

### Principal
Em de 30 agosto de 2018, foi convocado pelo técnico Hernán Darío Gómez, para a disputa de 2 amistosos, contra Jamaica e Guatemala. Preciado fez sua estreia pela Seleção Principal no dia 12 de outubro de 2018, entrando no lugar do seu colega de Independiente Stiven Plaza, na derrota de 4 a 3 para o Catar, em Doha.
Em 10 de junho de 2021, foi um dos 28 convocados pelo técnico Gustavo Alfaro para disputar a Copa América de 2021, no Brasil. Em 14 de novembro de 2022, foi um dos 26 convocados para a Copa do Mundo de 2022.

## Títulos
Independiente del Valle
- Copa Sul-Americana: 2019

Genk
- Copa da Bélgica: 2020–21